# Shanghai Shenxin Football Club
El Shanghai Shenxin Football Club es un club del fútbol chino ubicado en la ciudad de Shanghái, fue fundado en 15 de septiembre de 2003 y juega en la China League Two.

## Historia
En 2003, en Shanghái la empresa inmobiliaria Hengyuan formaría Shanghai Hengyuan Football Club, que se inauguró en el distrito de Zhabei y en su primera temporada no pudieron llegar a la China de Fútbol, la Asociación de Yi League. Durante este período se encontraban dificultades financieras y Hengyuan Shanghai estaban interesados en hacerse cargo de todo el club, sin embargo, esto no pudo lograrse debido a que muchos de los del primer equipo ya había dejado el club. Shanghai Hengyuan se concentraría en la compra de equipo de Bayi de la juventud y el 2 de abril de 2004, un nuevo club llamado Nanchang Bayi Hengyuan Football Club se estableció con los jugadores que habían jugado previamente para el Shanghai Hengyuan Club de Fútbol y la U Bayi -19 equipo. El club se trasladaría a Nanchang en el estadio Nanchang Bayi para tomar ventaja de las regiones que carecen de representación de fútbol, sin embargo, un fuerte apoyo. Para Jugar en las ligas de tercera división fútbol chino el club trajo Li Xiao para administrar el equipo y rápidamente guio al equipo a ganar la Liga de Yi en 2005, así como logró ganar la Liga Jia. Después de este logro Li Xiao se convertirían en los clubes de vicepresidente mientras que los directivos de alto perfil Zhou Suian y luego Zho Bo llegó a dirigir el equipo con poco éxito. Una vez más, Li Xiao vino a dirigir al equipo hasta el 27 de noviembre de 2008, cuando decidió renunciar a la final de la temporada.

## Uniforme
- Uniforme titular: Camiseta azul, pantalón blanco, medias azules.
- Uniforme alternativo: Camiseta negra, pantalón negro, medias negras.

## Estadio
Yuanshen Sports Centre Stadium es un multiestadio ubicado en la ciudad de Shanghái, China. Actualmente es utilizado para partidos de fútbol. El estadio tiene una capacidad para 16.000 espectadores.

## Jugadores

### Plantilla actual
- = Lesionado de larga duración
- = Capitán

#### Altas y bajas 2018–19 (verano)
| Altas       | Altas     | Altas                | Altas          | Altas |
| Jugador     | Posición  | Procedencia          | Tipo           | Costo |
| ----------- | --------- | -------------------- | -------------- | ----- |
| Xiao Taotao | Delantero | Guangzhou Evergrande | Cesión.        | --    |
| Rossi       | Delantero | Internacional        | Fin de cesión. | --    |

| Bajas        | Bajas     | Bajas        | Bajas     | Bajas        |
| Jugador      | Posición  | Destino      | Tipo      | Costo        |
| ------------ | --------- | ------------ | --------- | ------------ |
| Guo Wei      | Portero   | Shenzhen     | Traspaso. | No revelado. |
| Rossi        | Delantero | Vasco        | Cesión.   | $0.          |
| Zhang Wentao | Defensa   | Henan Jianye | Traspaso. | No revelado. |
| Biro-Biro    | Delantero | São Paulo    | Traspaso. | No revelado. |

## Entrenadores
- Nick Morton (2009-2014)[8]
- Juan Ignacio Martínez (2015-2019)[9]
- Nelson Briceño (2019-act.)

## Palmarés

### Torneos nacionales
- No tiene